# 聖佩德羅 (洛杉磯)
圣佩德罗 是位于美国洛杉矶的一个街区。它原先是一个独立的城市，1909年与洛杉矶合并。洛杉磯港的一部分就位于圣佩德罗境内。圣佩德罗以亚历山大的彼得一世的名字命名。